# Friedrichstadt-Palast
Friedrichstadt-Palast nebo také Palast Berlin je kulturní centrum v Berlíně. Nachází se na Friedrichstraße ve čtvrti Spandauer Vorstadt, která patří k obvodu Mitte.
Palác navazuje na původní budovu od architekta Friedricha Hitziga, která byla otevřena v roce 1867 na Markthallenstraße. Byla využívána jako tržnice a cirkus, po první světové válce ji zakoupila společnost National-Theater AG a adaptovala pro divadelní účely. V letech 1919 až 1933 byla známa pod názvem Großes Schauspielhaus a působili zde Max Reinhardt a Erwin Piscator. V období nacistického režimu se budova jmenovala Theater des Volkes a zaměřovala se na nenáročné operety. Po válce v ní krátce provozovala varieté Marion Spadoni. Roku 1947 se objekt stal majetkem města Berlína a dostal název Friedrichstadt-Palast. Konal se zde ustavující sjezd Svobodné německé mládeže i mírový kongres německých žen. Palác se stal hlavním zábavním zařízením v NDR a natáčely se zde televizní pořady jako Ein Kessel Buntes.
Staré divadlo bylo v roce 1980 uzavřeno kvůli narušené statice a o pět let později zbořeno. Bylo proto rozhodnuto postavit na nedaleké volné parcele reprezentativní moderní budovu ze skla a železobetonu. Nový Friedrichstadt-Palast byl slavnostně otevřen 27. dubna 1984. Autory projektu byli Manfred Prasser a Dieter Bankert, prvky orientální architektury jsou vysvětlovány tím, že původně mělo jít o budovu velvyslanectví v Damašku. Stavbu zdobí sochy Emilie Bayerové. V roce 2015 byl v sousedství odhalen pomník zakladatelům divadla, kteří byli pronásledování pro svůj židovský původ, Autory pomníku jsou Oliver Störmer a Cisca Bogman. Od roku 2020 je budova divadla památkově chráněná.
Friedrichstadt-Palast má největší divadelní jeviště na světě s plochou 2 854 m² a portálem širokým 24 metrů. Hlavní sál má kapacitu 1 895 míst. Pro divadlo jsou typická velká revuální představení proslulá díky kickline tvořené 32 tanečnicemi. V budově sídlí také Quatsch Comedy Club vedený Thomasem Hermannsem. Dětský soubor divadla má 250 členů. Od roku 1995 je Friedrichstadt-Palast řízen jako Gesellschaft mit beschränkter Haftung. Kromě stálého souboru a jeho show zde vystupují také hostující umělci jako např. Joe Cocker, Charles Aznavour, Vicky Leandros, Alla Pugačova, Mireille Mathieu, Udo Jürgens a Daliah Laviová. Známá jsou i dobročinná vánoční představení ve prospěch nemocnice Charité. 
V roce 2009 zde Nadace Konrada Adenauera uspořádala slavnostní večer ke dvacátému výročí pádu Berlínské zdi. Konají se zde také projekce Berlínského mezinárodního filmového festivalu a udělují se Německé filmové ceny. Ke třicátému výročí otevření nové budovy byl překonán světový rekord, když byla ve vestibulu vytvořena řada berlínských koblih dlouhá 561 metrů. V roce 2019 navštívilo objekt rekordních 545 000 platících diváků.